# Hits (Kylie Minogue-album)
 For alternative betydninger, se Hits. (Se også artikler, som begynder med Hits)
Hits er et opsamlingsalbum af den australske sangerinde Kylie Minogue, udgivet i Japan den 16. marts 2011, i Hong Kong den 2. juni 2011 og i Filippinerne den 28. juni 2011 af EMI. Albummet indeholder sange fra Light Years (2000), Fever (2001), Body Language (2003), Ultimate Kylie (2004), Showgirl Homecoming Live (2007), X (2007) og Aphrodite (2010).

## Sporliste
1. "Can't Get You Out of My Head" – 3:49
2. "All the Lovers" – 3:20
3. "Wow" – 3:12
4. "Spinning Around" – 3:26
5. "On a Night Like This" – 3:31
6. "In Your Eyes" – 3:18
7. "Love at First Sight" – 3:57
8. "Slow" – 3:15
9. "I Believe in You" – 3:21
10. "2 Hearts" – 2:52
11. "Get Outta My Way" – 3:38
12. "The Loco-Motion" (Live version from Showgirl Homecoming Live) – 4:45
13. "I Should Be So Lucky" (Live version from Showgirl Homecoming Live) – 3:23
14. "Get Outta My Way" (Yasutaka Nakata Remix) – 5:28

Bonus DVD
1. "All the Lovers"
2. "Get Outta My Way"
3. "2 Hearts"
4. "Wow"
5. "In My Arms"
6. "The One"
7. "All I See"
8. "I Believe in You"
9. "Giving You Up"
10. "Slow"
11. "Chocolate"
12. "Can't Get You Out of My Head"
13. "Spinning Around"

## Udgivelsehistorie
| Land         | Dato          | Pladeselskab        | Format     |
| ------------ | ------------- | ------------------- | ---------- |
| Japan        | 16. mars 2011 | EMI Music Japan     | CD, CD+DVD |
| Hong Kong    | 2. juni 2011  | EMI Music Hong Kong | CD+DVD     |
| Filippinerne | 28. juni 2011 | PolyEast Records    | CD+DVD     |